# Europamästerskapen i rodel 2023
Europamästerskapen i rodel 2023 hölls mellan den 14 och 15 januari 2023 på Siguldas bobsleja un kamaniņu trase i Sigulda i Lettland. Det var den 54:e upplagan av Europamästerskapen i rodel och samtidigt den femte tävlingen i världscupen 2022/2023. Det tävlades i fem grenar: herrsingel, damsingel, herrdubbel, damdubbel och lagstafett.
Mästerskapet var inledningsvis planerad att hållas i Lillehammer i Norge men flyttades i november 2022 av International Luge Federation till Sigulda i Lettland.

## Arrangör

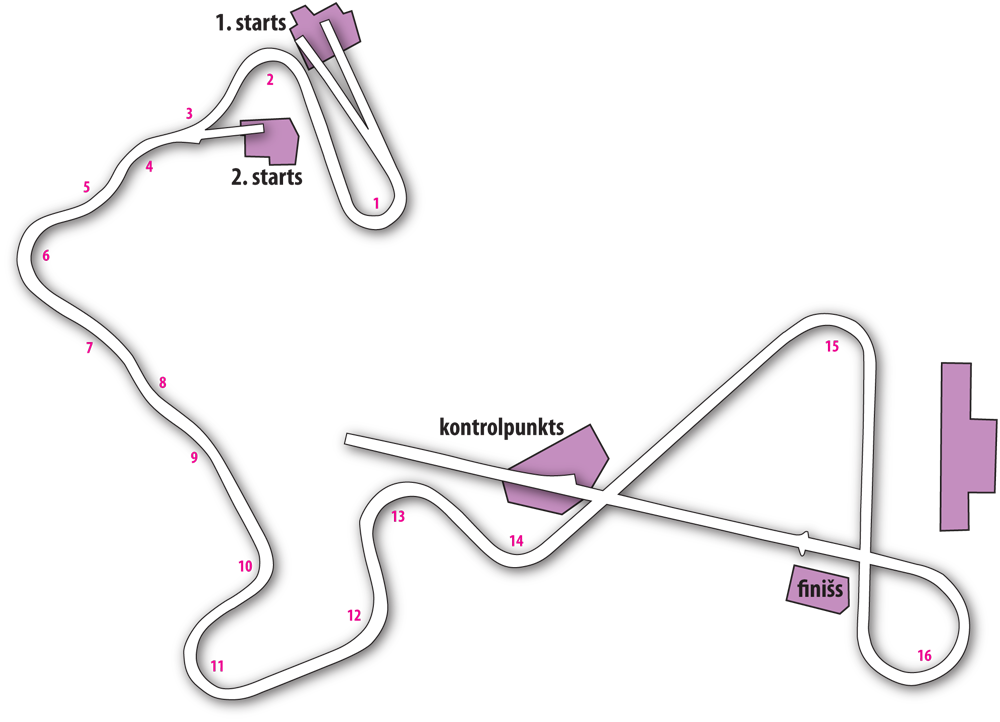
Ruttkarta över banan i Sigulda

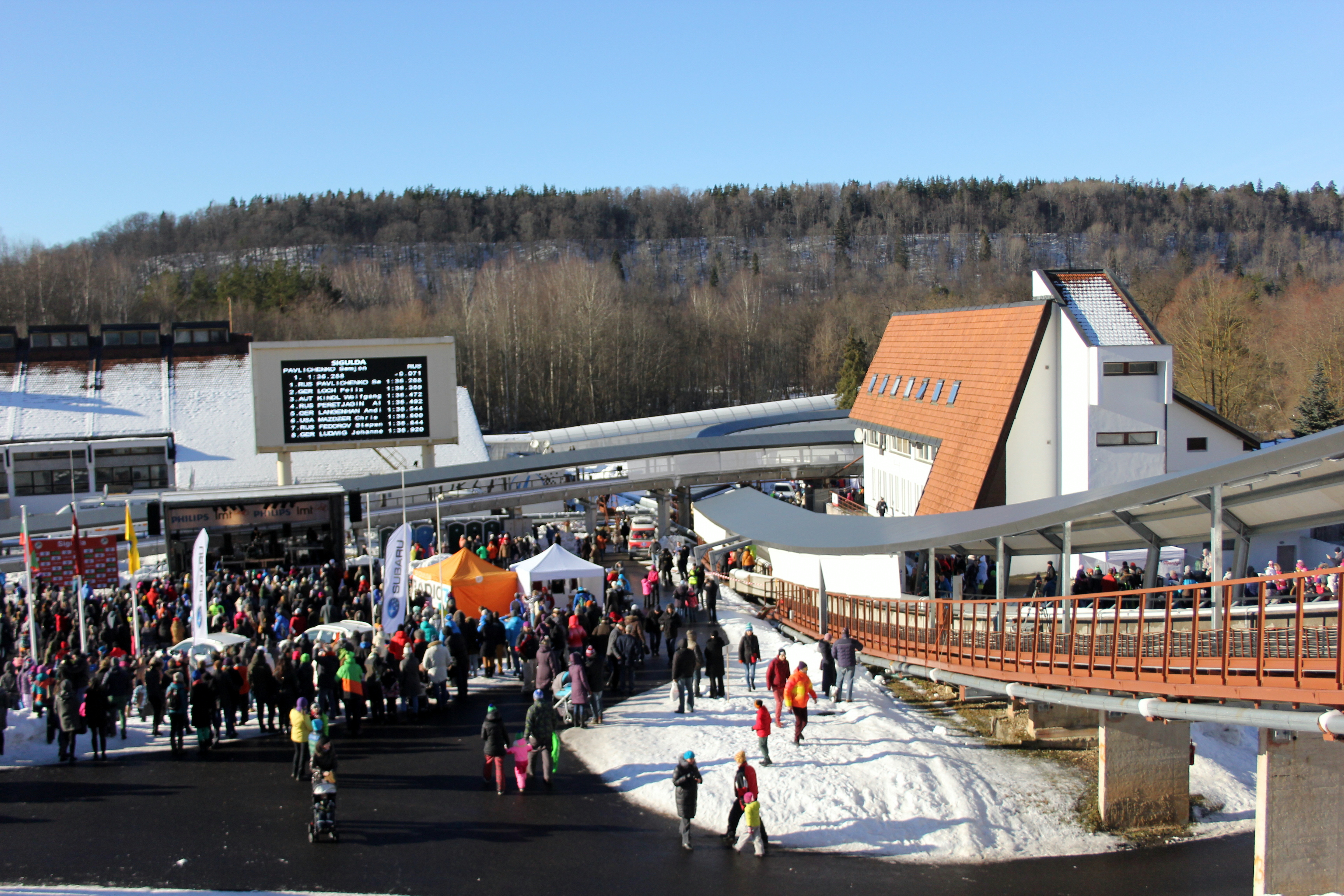
Området för målgång i Sigulda

I maj 2022 meddelade International Luge Federation att det 54:e Europamästerskapet i rodel skulle arrangeras på Lillehammer Olympiske Bob- og Akebane i Lillehammer. I november 2022 meddelade dock International Luge Federation att mästerskapet skulle flyttas till Sigulda i Lettland av "organisatoriska skäl" och att dubbla världscupstävlingar då skulle arrangeras i Sigulda. Det var sjätte gången som Sigulda var värd för Europamästerskapen i rodel efter att tidigare arrangerat mästerskapen 1996, 2010, 2014, 2018 och 2021.

## Regerande mästare
I den senaste upplagan av Europamästerskapen i rodel 2022 som hölls i St. Moritz i Schweiz tog Natalie Geisenberger guld i damsingel, Wolfgang Kindl guld i herrsingel, Toni Eggert och Sascha Benecken guld i dubbel samt Lettland i lagstafetten vars lag bestod av Elīna Ieva Vītola, Kristers Aparjods, Mārtiņš Bots och Roberts Plūme.

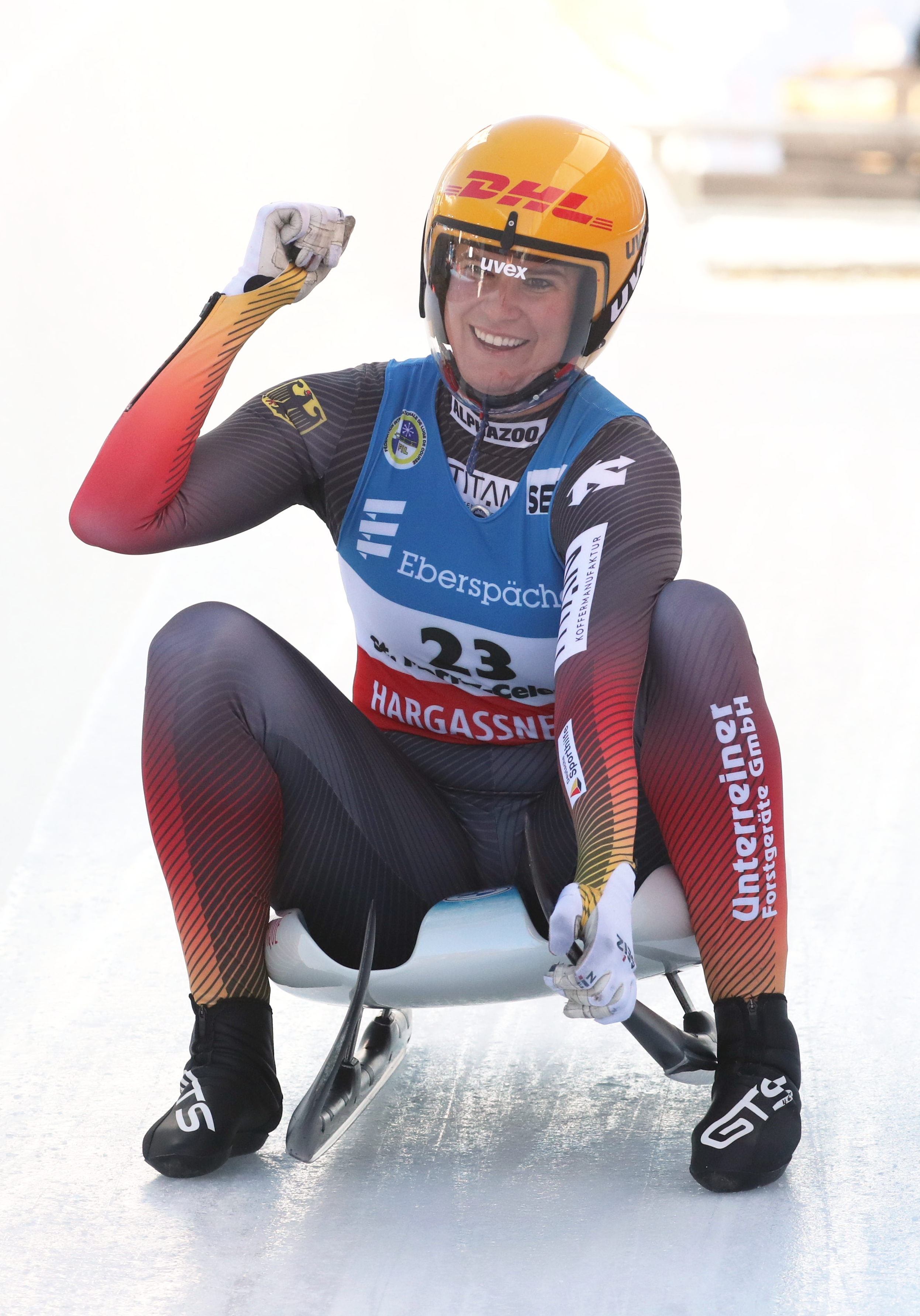
Natalie Geisenberger
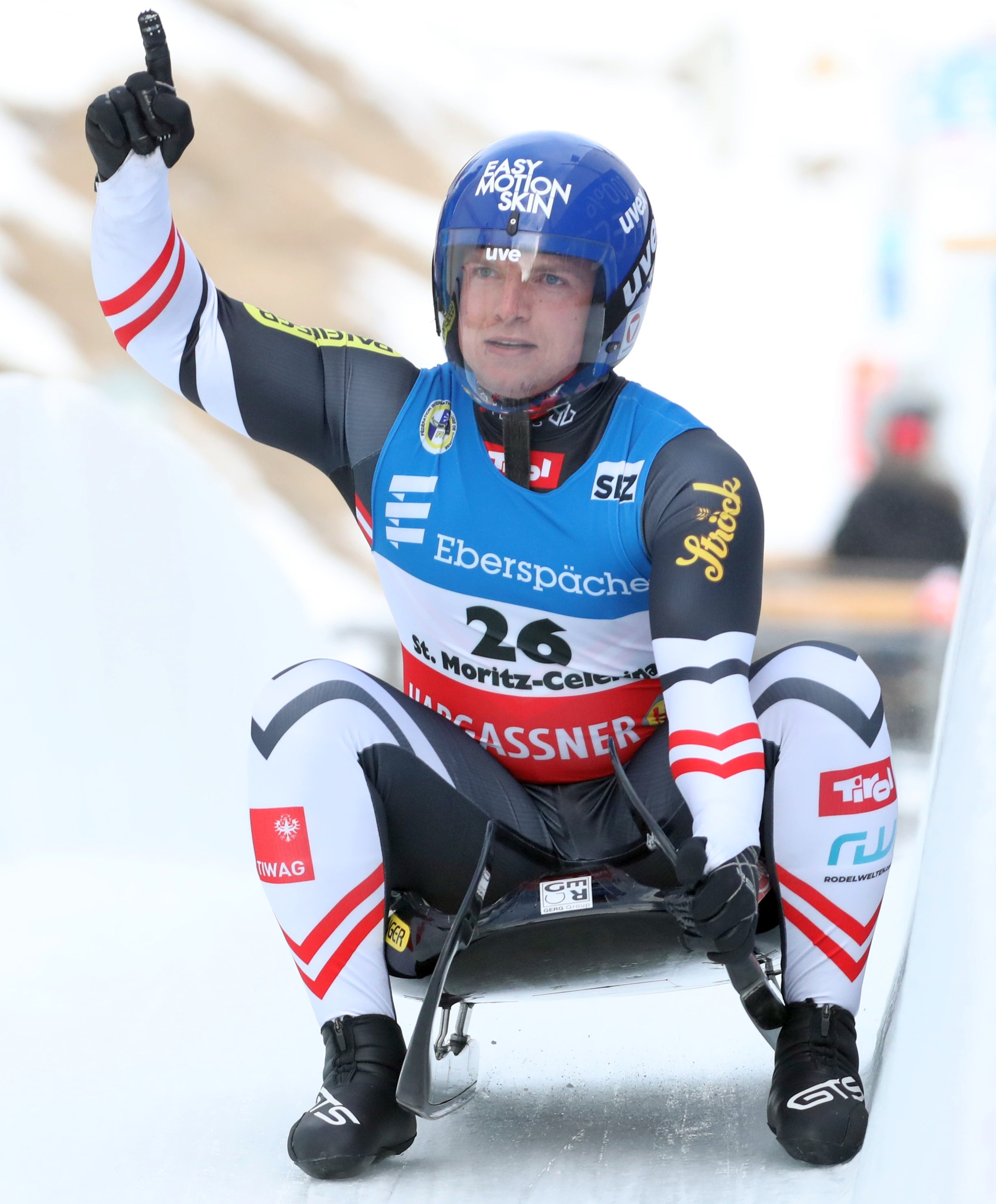
Wolfgang Kindl
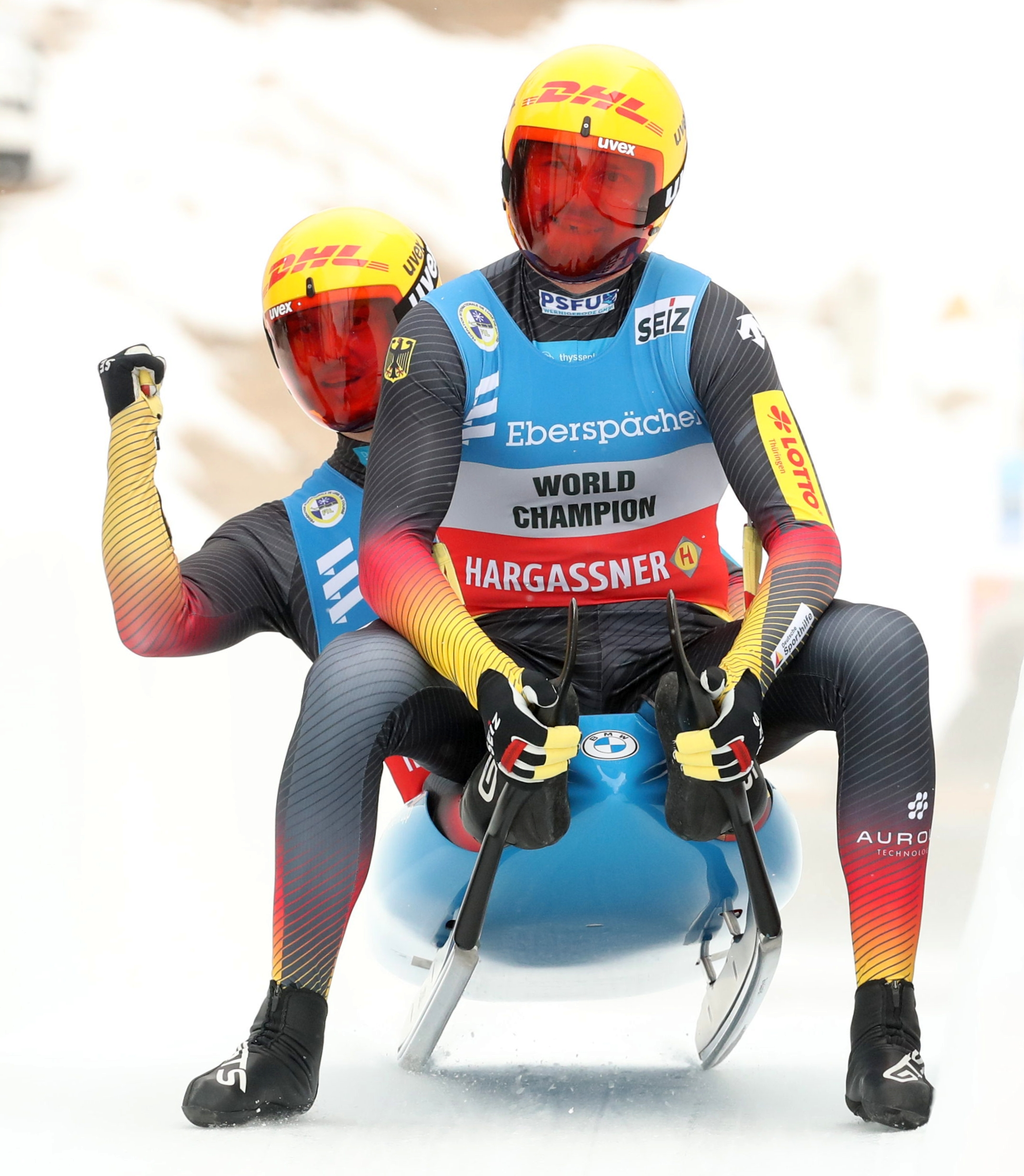
Toni Eggert och Sascha Benecken
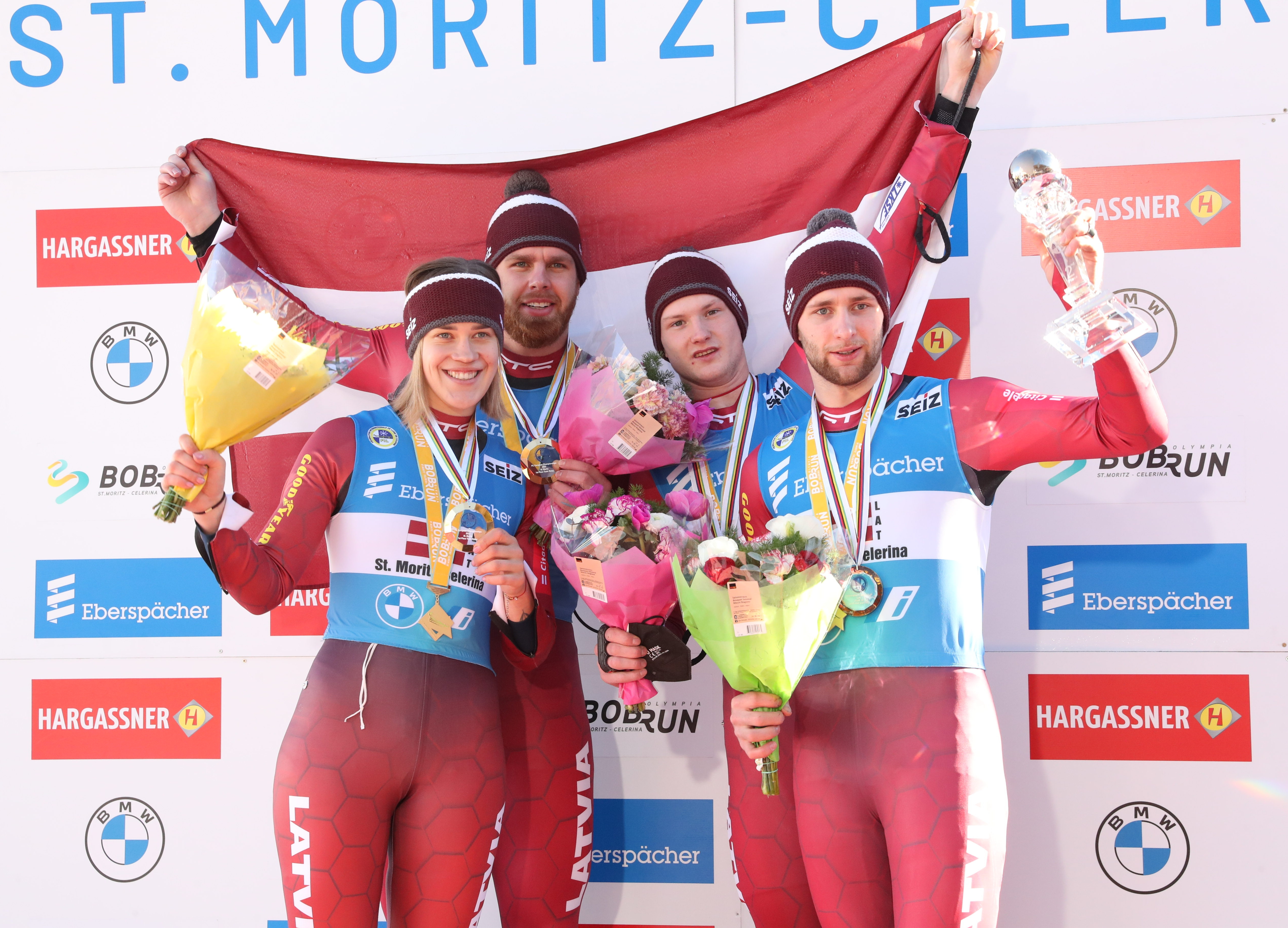
Elīna Ieva Vītola, Kristers Aparjods, Mārtiņš Bots och Roberts Plūme

## Resultat

### Damsingel

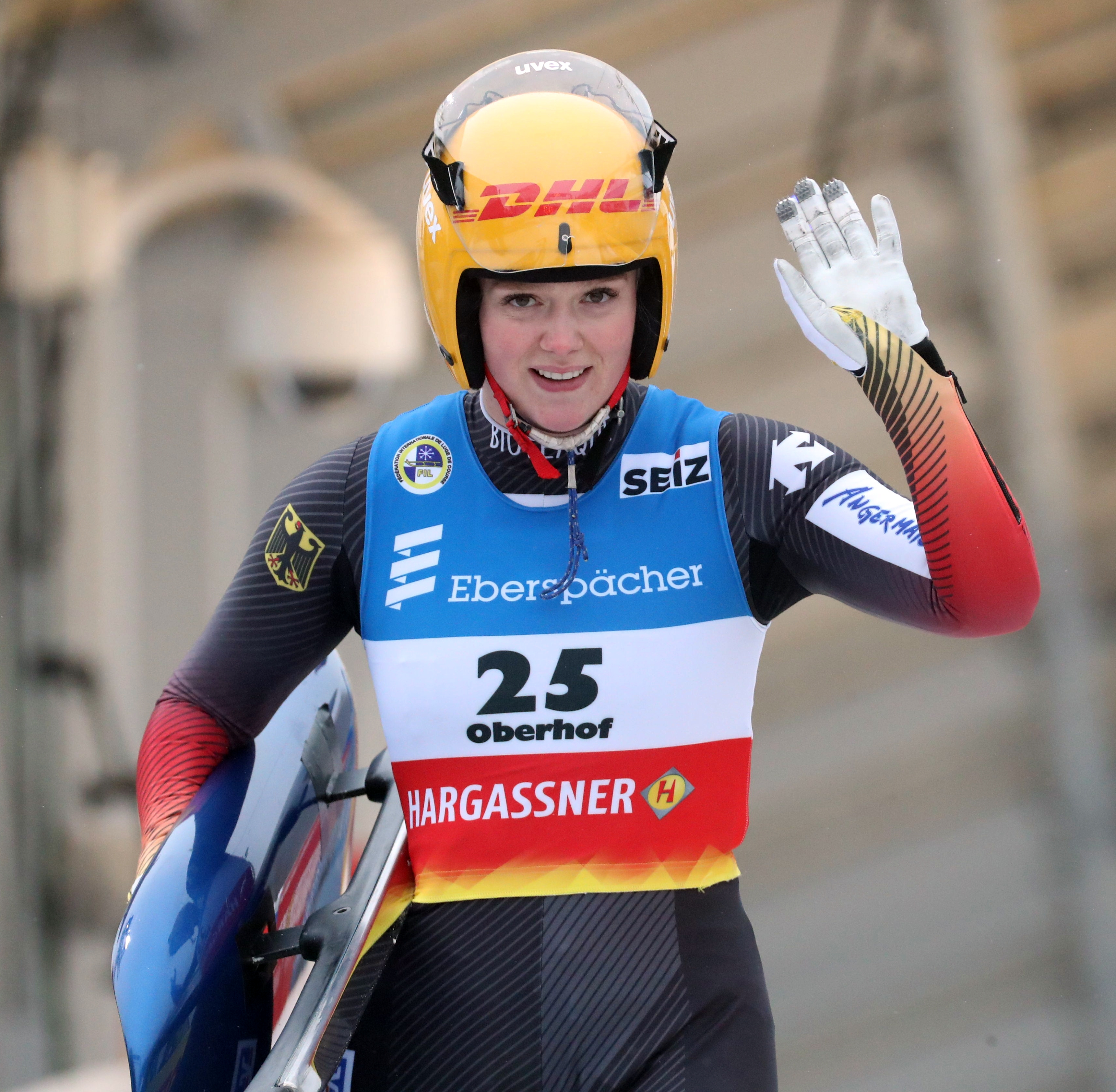
Anna Berreiter, Europamästare

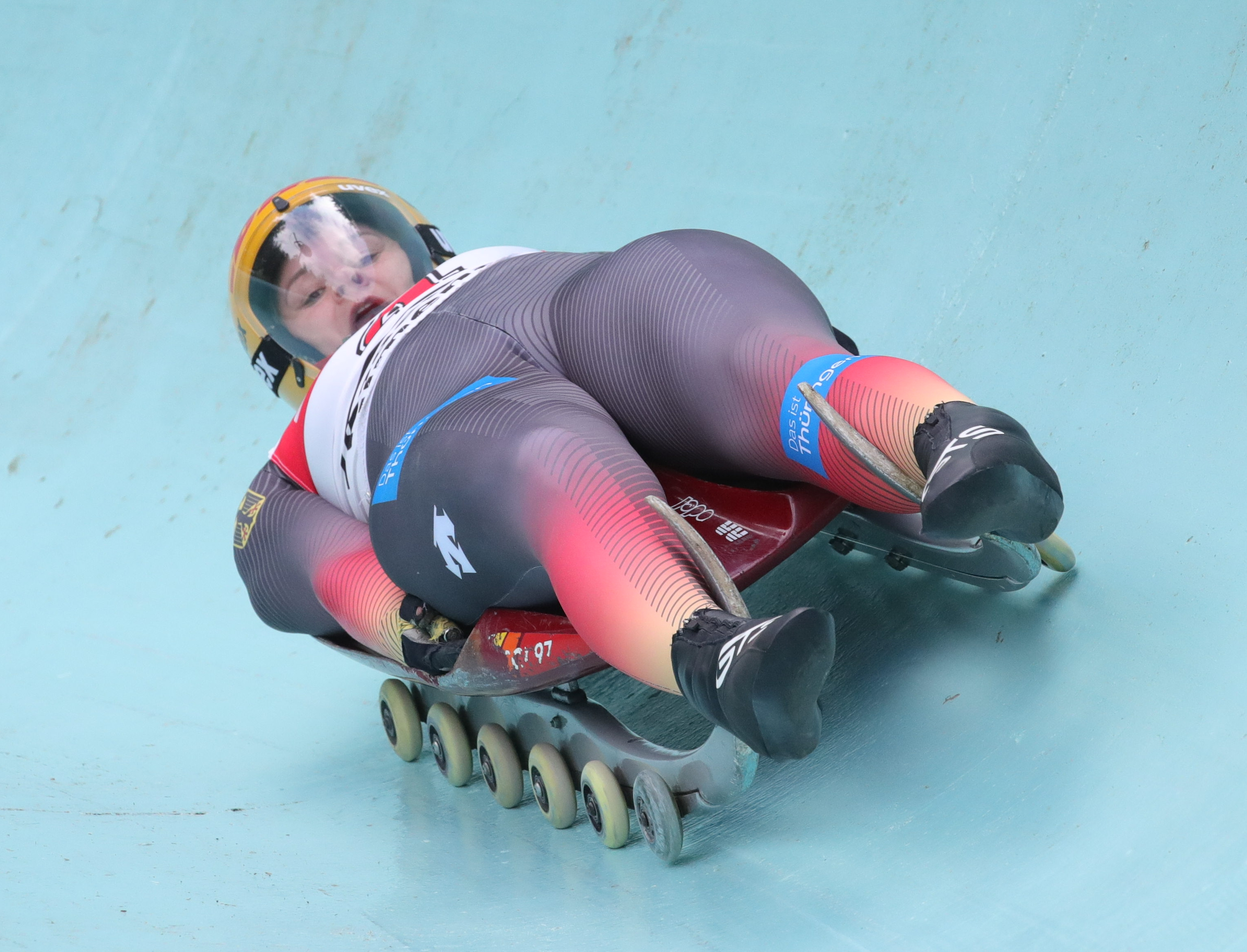
Dajana Eitberger, silvermedaljör

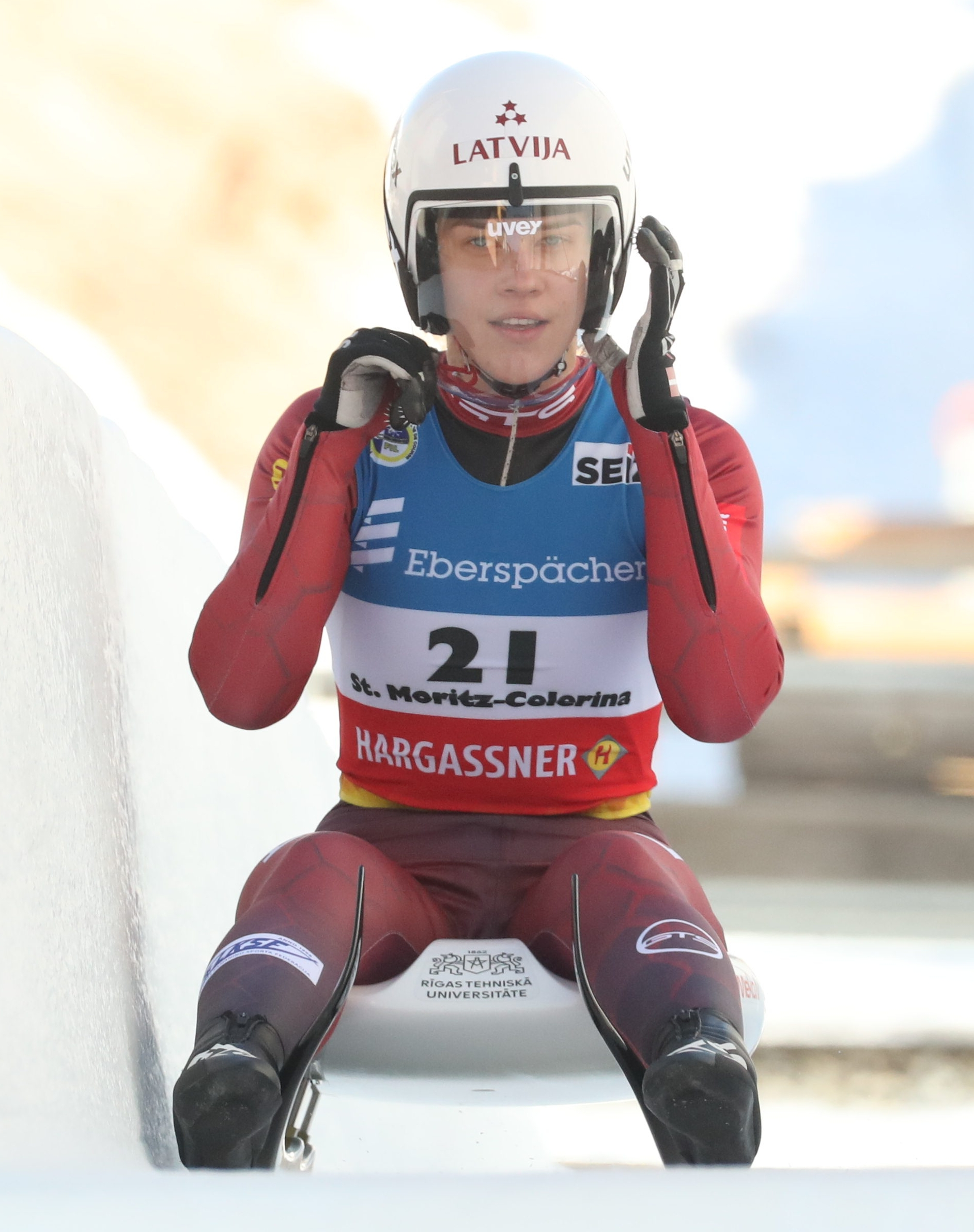
Elīna Ieva Vītola, bronsmedaljör och U23-Europamästare

| Placering | Idrottare                | Åktider           | Totalt       |
| --------- | ------------------------ | ----------------- | ------------ |
| 01        | Anna Berreiter           | 42,546 s 42,054 s | 1.24,600 min |
| 02        | Dajana Eitberger         | 42,461 s 42,170 s | 1:+0,031 s   |
| 03        | Elīna Ieva Vītola (U23)  | 42,488 s 42,149 s | 1:+0,037 s   |
| 04        | Merle Fräbel (U23)       | 42,410 s 42,232 s | 1:+0,042 s   |
| 05        | Sandra Robatscher        | 42,441 s 42,274 s | 1:+0,115 s   |
| 06        | Sigita Bērziņa (U23)     | 42,453 s 42,284 s | 1:+0,137 s   |
| 07        | Kendija Aparjode         | 42,393 s 42,390 s | 1:+0,183 s   |
| 08        | Julia Taubitz            | 42,780 s 42,119 s | 1:+0,299 s   |
| 09        | Andrea Vötter            | 42,618 s 42,322 s | 1:+0,340 s   |
| 10        | Natalie Maag             | 42,720 s 42,269 s | 1:+0,389 s   |
| 11        | Lisa Schulte (U23)       | 42,643 s 42,356 s | 1:+0,399 s   |
| 12        | Madeleine Egle           | 43,218 s 41,868 s | 1:+0,486 s   |
| 13        | Marion Oberhofer (U23)   | 42,671 s 42,543 s | 1:+0,614 s   |
| 14        | Verena Hofer (U23)       | 42,668 s 42,620 s | 1:+0,688 s   |
| 15        | Olena Stetskiv           | 42,735 s 42,574 s | 1:+0,709 s   |
| 16        | Tove Kohala (U23)        | 42,813 s 42,680 s | 1:+0,893 s   |
| 17        | Selina Egle (U23)        | 43,086 s 42,679 s | 1:+1,165 s   |
| 18        | Klaudia Domaradzka (U23) | 42,917 s 42,923 s | 1:+1,240 s   |
| 19        | Katarína Šimoňáková      | 43,048 s 42,972 s | 1:+1,420 s   |
| 20        | Elsa Desmond             | 52,779 s 43,695 s | +11,874 s    |

### Herrsingel

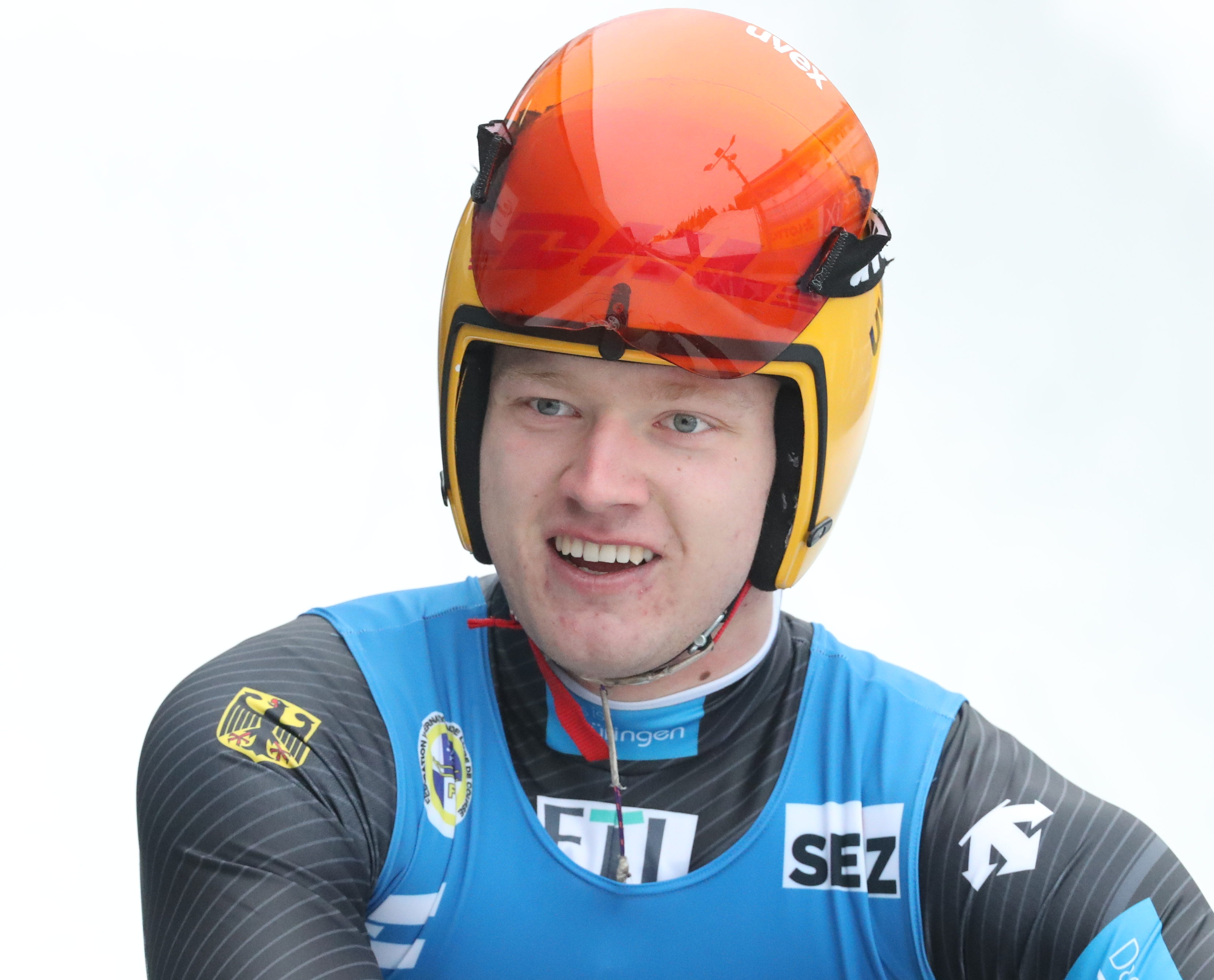
Max Langenhan, Europamästare

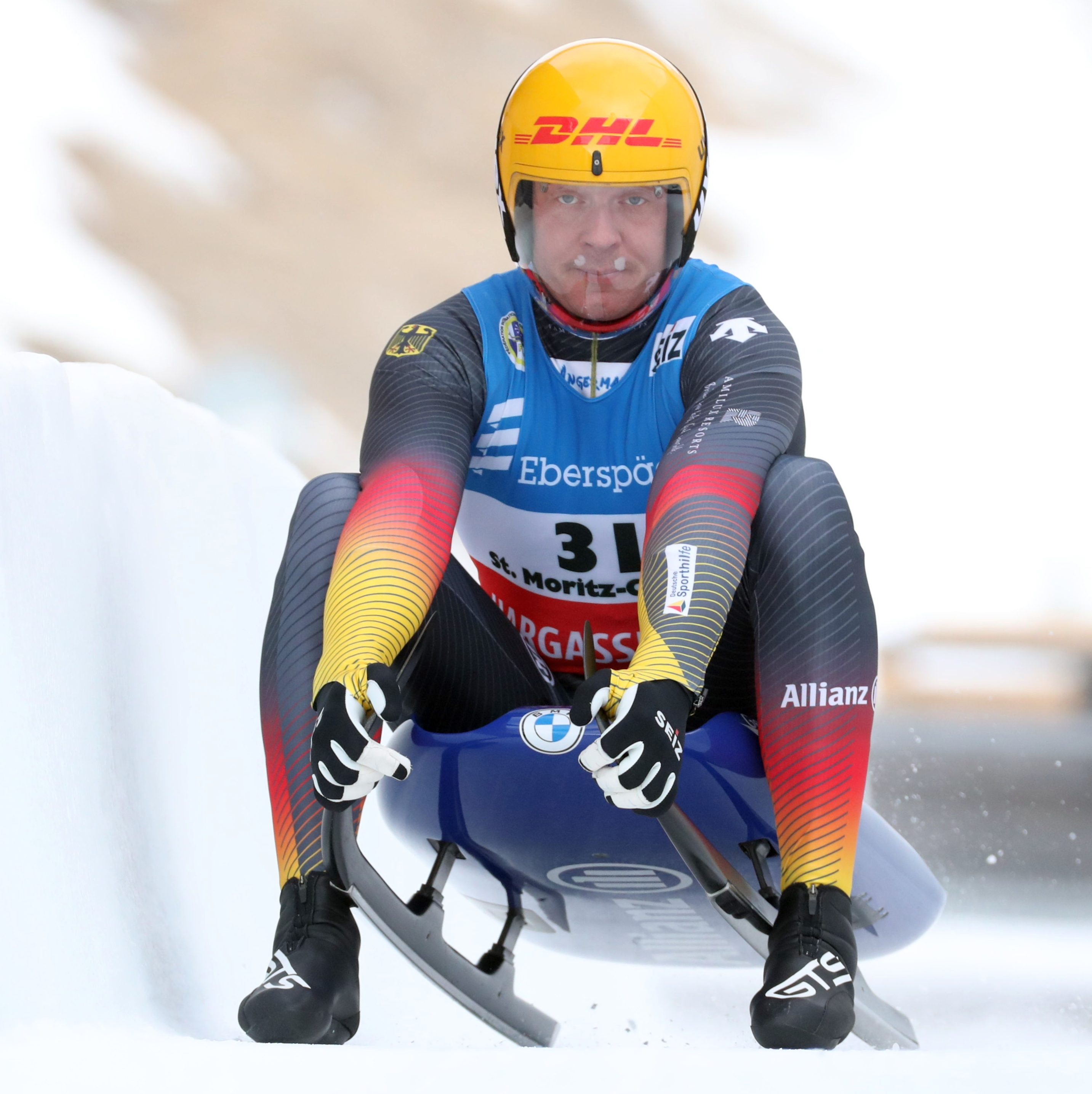
Felix Loch, silvermedaljör

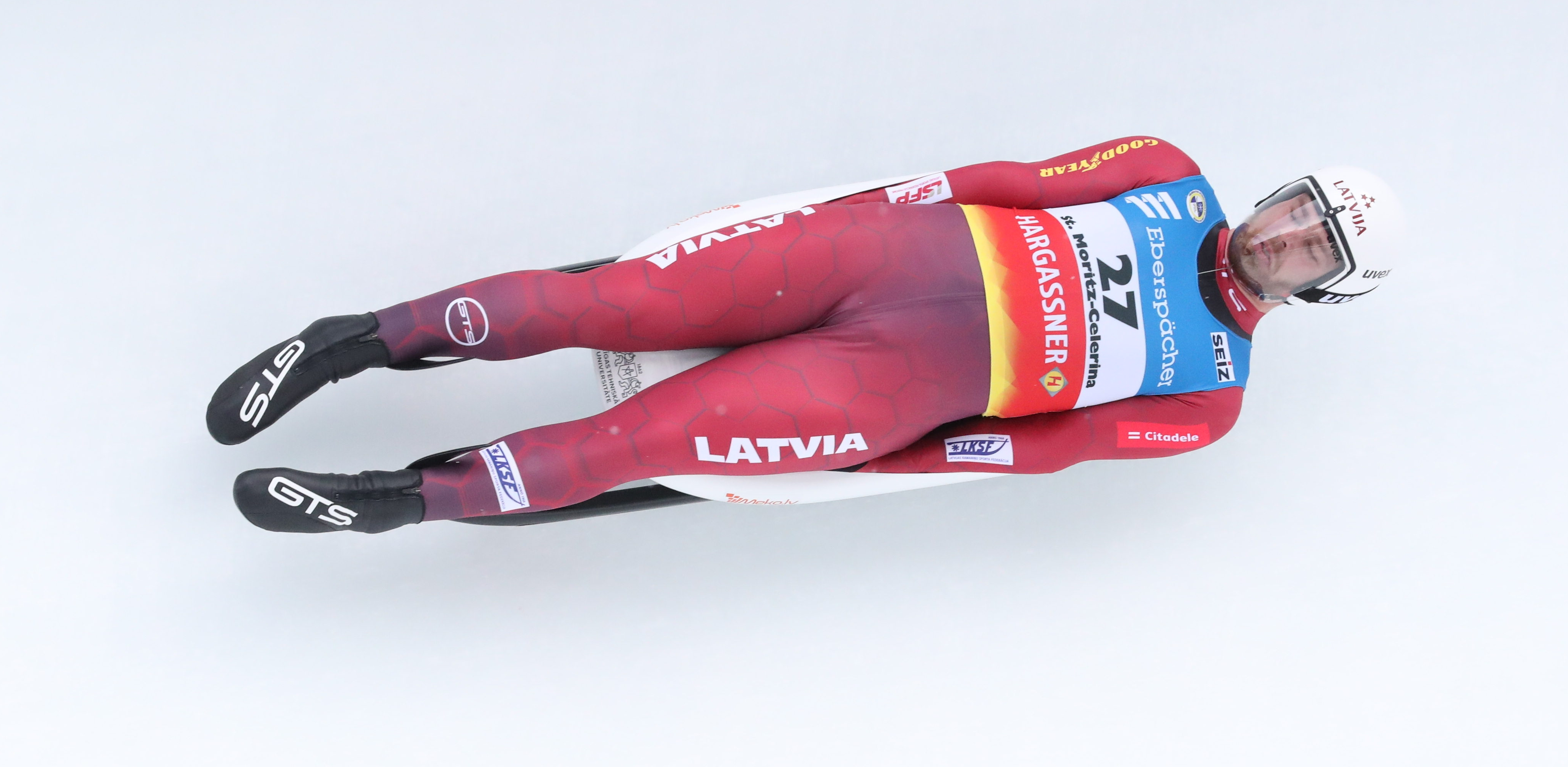
Kristers Aparjods, bronsmedaljör

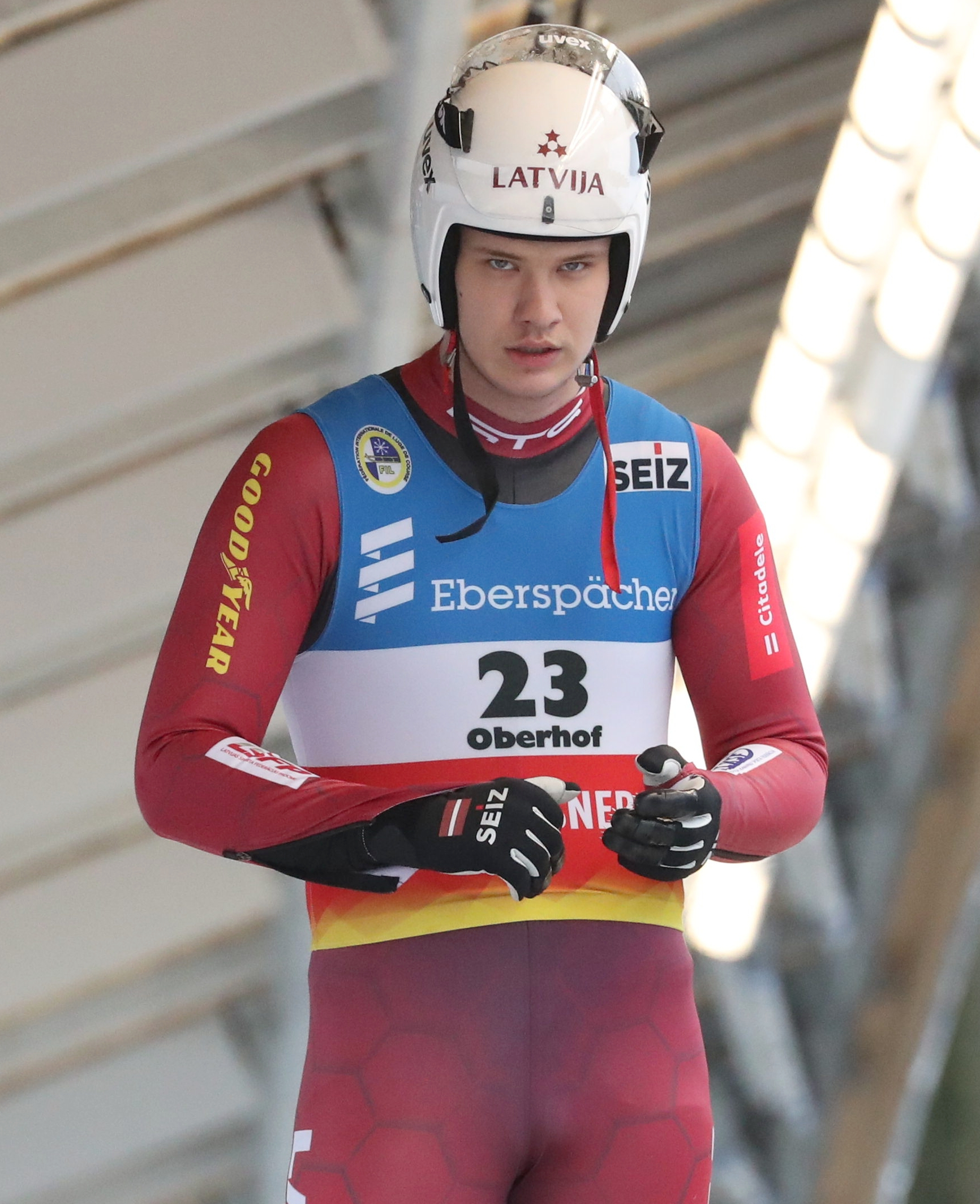
Gints Bērziņš, U23-Europamästare

| Placering | Idrottare                  | Åktider           | Totalt       |
| --------- | -------------------------- | ----------------- | ------------ |
| 01        | Max Langenhan              | 49,178 s 48,410 s | 1.37,588 min |
| 02        | Felix Loch                 | 49,066 s 48,580 s | 1:+0,058 s   |
| 03        | Kristers Aparjods          | 48,771 s 48,902 s | 1:+0,085 s   |
| 04        | Nico Gleirscher            | 48,739 s 49,094 s | 1:+0,245 s   |
| 05        | Dominik Fischnaller        | 48,949 s 48,967 s | 1:+0,328 s   |
| 06        | Gints Bērziņš (U23)        | 48,893 s 49,129 s | 1:+0,434 s   |
| 07        | Jozef Nini                 | 48,898 s 49,135 s | 1:+0,445 s   |
| 08        | David Nößler (U23)         | 49,287 s 48,879 s | 1:+0,578 s   |
| 09        | Anton Dukatj               | 49,085 s 49,155 s | 1:+0,652 s   |
| 10        | David Gleirscher           | 49,409 s 48,865 s | 1:+0,686 s   |
| 11        | Andrij Mandzij             | 48,867 s 49,451 s | 1:+0,730 s   |
| 12        | Valentin Crețu             | 49,161 s 49,195 s | 1:+0,768 s   |
| 13        | Lukas Gufler               | 49,540 s 48,863 s | 1:+0,815 s   |
| 14        | Timon Grancagnolo (U23)    | 49,207 s 49,245 s | 1:+0,864 s   |
| 15        | Mateusz Sochowicz          | 49,516 s 49,065 s | 1:+0,993 s   |
| 16        | Svante Kohala              | 49,526 s 49,062 s | 1:+1,000 s   |
| 17        | Marián Skupek (U23)        | 49,815 s 48,940 s | 1:+1,167 s   |
| 18        | Wolfgang Kindl             | 48,999 s 49,955 s | 1:+1,366 s   |
| 19        | Eduard-Mihai Crăciun (U23) | 49,484 s 49,643 s | 1:+1,539 s   |
| 20        | Jozef Hušla (U23)          | 49,903 s 49,380 s | 1:+1,695 s   |
| 21        | Saba Kumaritashvili (U23)  | 49,785 s 49,680 s | 1:+1,877 s   |
| 22        | Michael Lejsek             | 49,954 s 49,661 s | 1:+2,027 s   |
| 23        | Lasha Mtchedliani (U23)    | 50,503 s 50,874 s | 1:+3,789 s   |
| 24        | Luka Mtchedliani (U23)     | 50,575 s 50,837 s | 1:+3,824 s   |
| 25        | Leon Felderer (U23)        | 50,416 s 58,179 s | +11,007 s    |

### Damdubbel

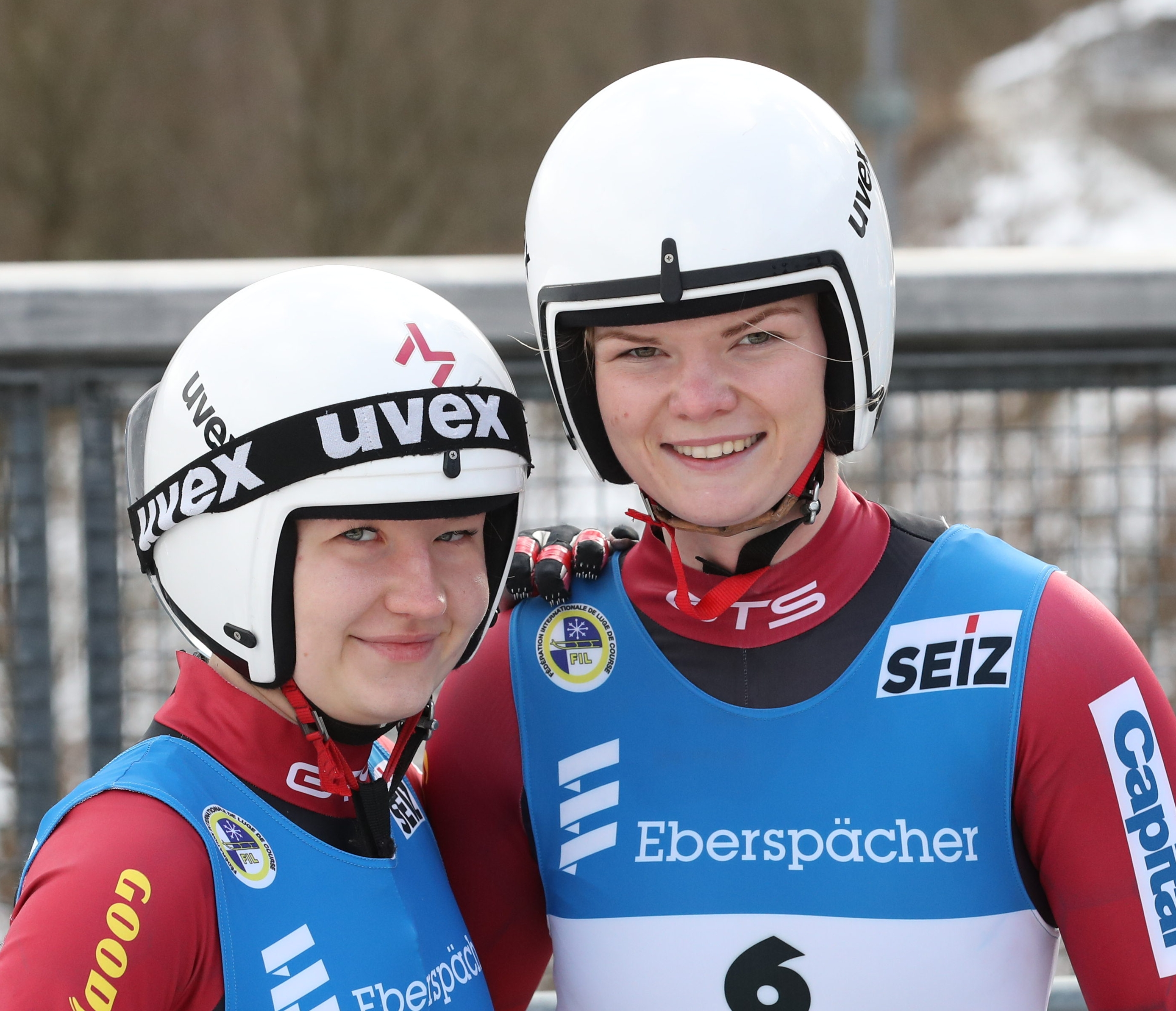
Anda Upīte och Sanija Ozoliņa, U23-Europamästare

| Andrea Vötter (vänster) och Marion Oberhofer (höger), Europamästare |  | Andrea Vötter (vänster) och Marion Oberhofer (höger), Europamästare |
| Andrea Vötter (vänster) och Marion Oberhofer (höger), Europamästare |  |                                                                     |

| Placering | Idrottare                                      | Åktider           | Totalt       |
| --------- | ---------------------------------------------- | ----------------- | ------------ |
| 01        | Andrea Vötter / Marion Oberhofer               | 43,325 s 43,046 s | 1.26,281 min |
| 02        | Anda Upīte / Sanija Ozoliņa (U23)              | 43,387 s 43,395 s | 1:+0,501 s   |
| 03        | Jessica Degenhardt / Cheyenne Rosenthal (U23)  | 43,534 s 43,305 s | 1:+0,558 s   |
| 04        | Selina Egle / Lara Kipp (U23)                  | 43,497 s 43,344 s | 1:+0,560 s   |
| 05        | Raluca Strămăturaru / Mihaela-Carmen Manolescu | 43,994 s 43,923 s | 1:+1,636 s   |
| 05        | Olena Stetskiv / Oleksandra Mokh               | 45,783 s 43,732 s | 1:+3,324 s   |

### Herrdubbel

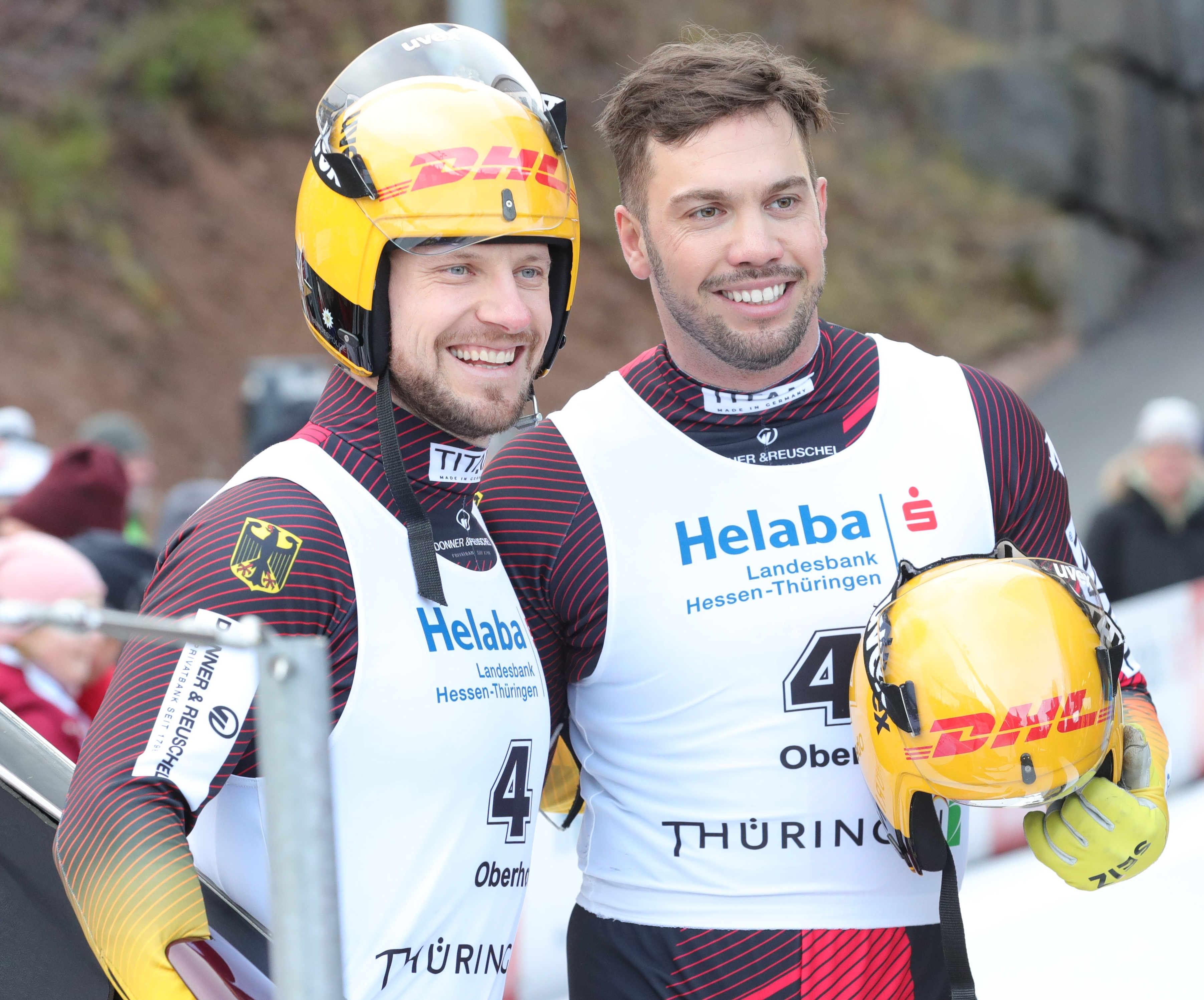
Tobias Wendl och Tobias Arlt, Europamästare

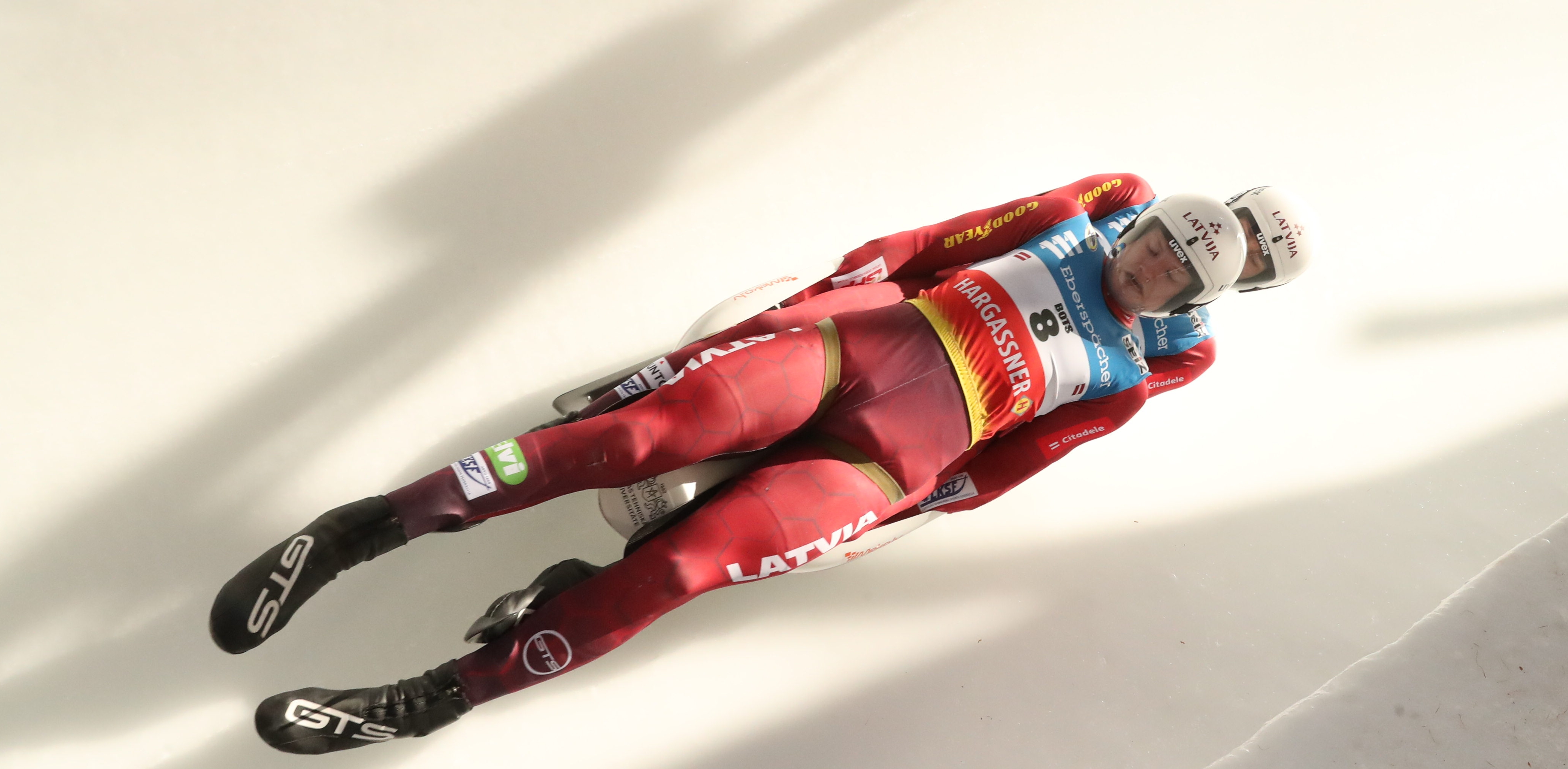
Mārtiņš Bots och Roberts Plūme, silvermedaljörer

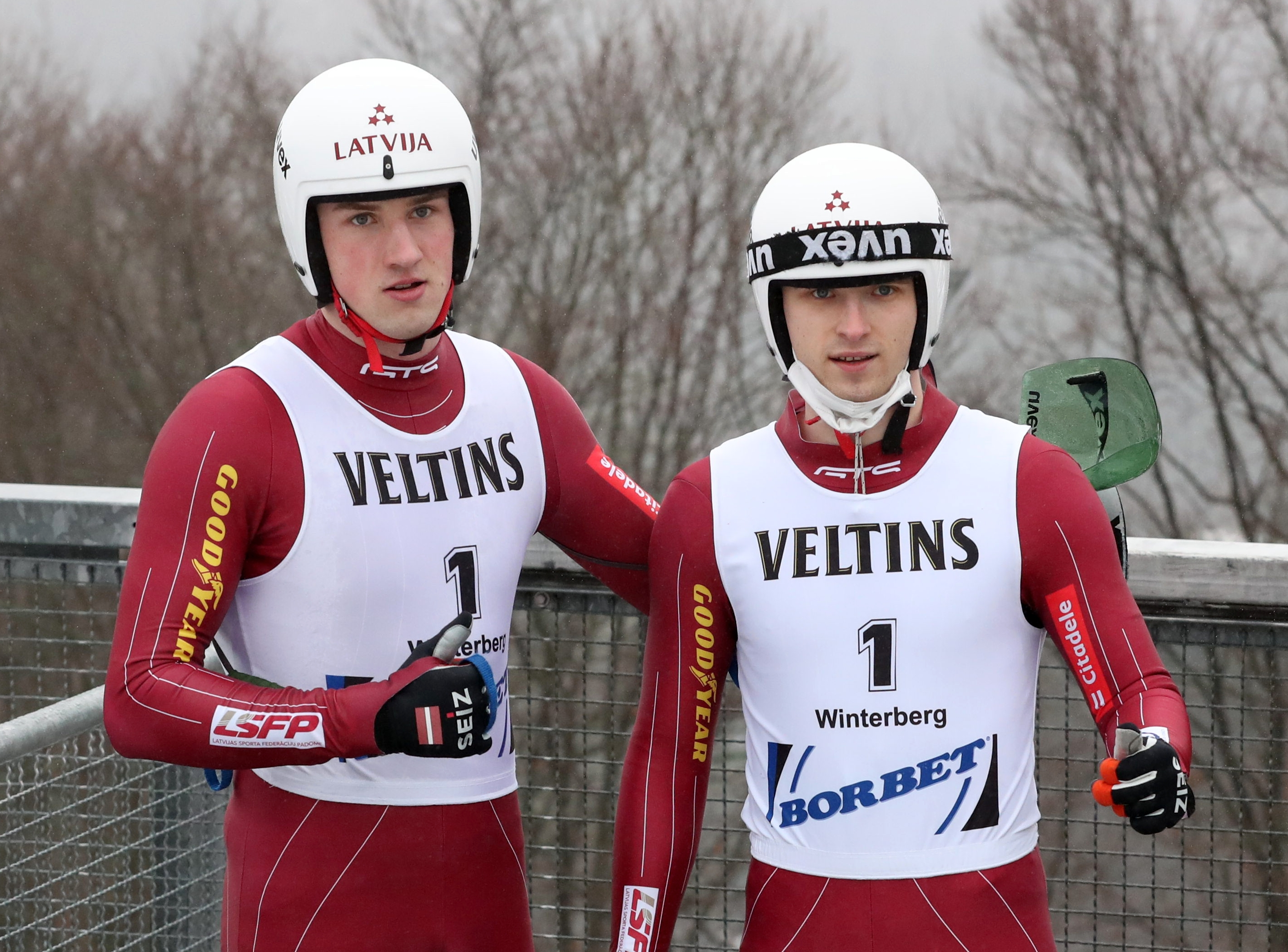
Eduards Ševics-Mikeļševics und Lūkass Krasts, U23-Europamästare

| Placering | Idrottare                                        | Åktider           | Totalt       |
| --------- | ------------------------------------------------ | ----------------- | ------------ |
| 01        | Tobias Wendl / Tobias Arlt                       | 42,173 s 41,849 s | 1.24,022 min |
| 02        | Mārtiņš Bots / Roberts Plūme                     | 42,138 s 41,946 s | 1:+0,062 s   |
| 03        | Eduards Ševics-Mikeļševics / Lūkass Krasts (U23) | 42,147 s 41,964 s | 1:+0,089 s   |
| 04        | Juri Gatt / Riccardo Schöpf (U23)                | 42,317 s 41,899 s | 1:+0,194 s   |
| 05        | Toni Eggert / Sascha Benecken                    | 42,347 s 41,944 s | 1:+0,269 s   |
| 06        | Emanuel Rieder / Simon Kainzwaldner              | 42,311 s 42,044 s | 1:+0,333 s   |
| 07        | Thomas Steu / Lorenz Koller                      | 42,205 s 42,151 s | 1:+0,334 s   |
| 08        | Yannick Müller / Armin Frauscher                 | 42,532 s 42,018 s | 1:+0,528 s   |
| 09        | Ludwig Rieder / Patrick Rastner                  | 42,522 s 42,142 s | 1:+0,642 s   |
| 10        | Ihor Hoi / Rostyslav Levkovych                   | 42,936 s 42,856 s | 1:+1,770 s   |
| 11        | Wojciech Chmielewski / Jakub Kowalewski          | 43,694 s 42,396 s | 1:+2,068 s   |
| 12        | Filip Vejdělek / Zdeněk Pěkný                    | 43,289 s 42,833 s | 1:+2,100 s   |
| 13        | Hannes Orlamünder / Paul Gubitz                  | 44,752 s 42,481 s | 1:+3,211 s   |
| 14        | Tomáš Vaverčák / Matej Zmij                      | 70,285 s 42,946 s | +29,209 s    |

### Lagstafett

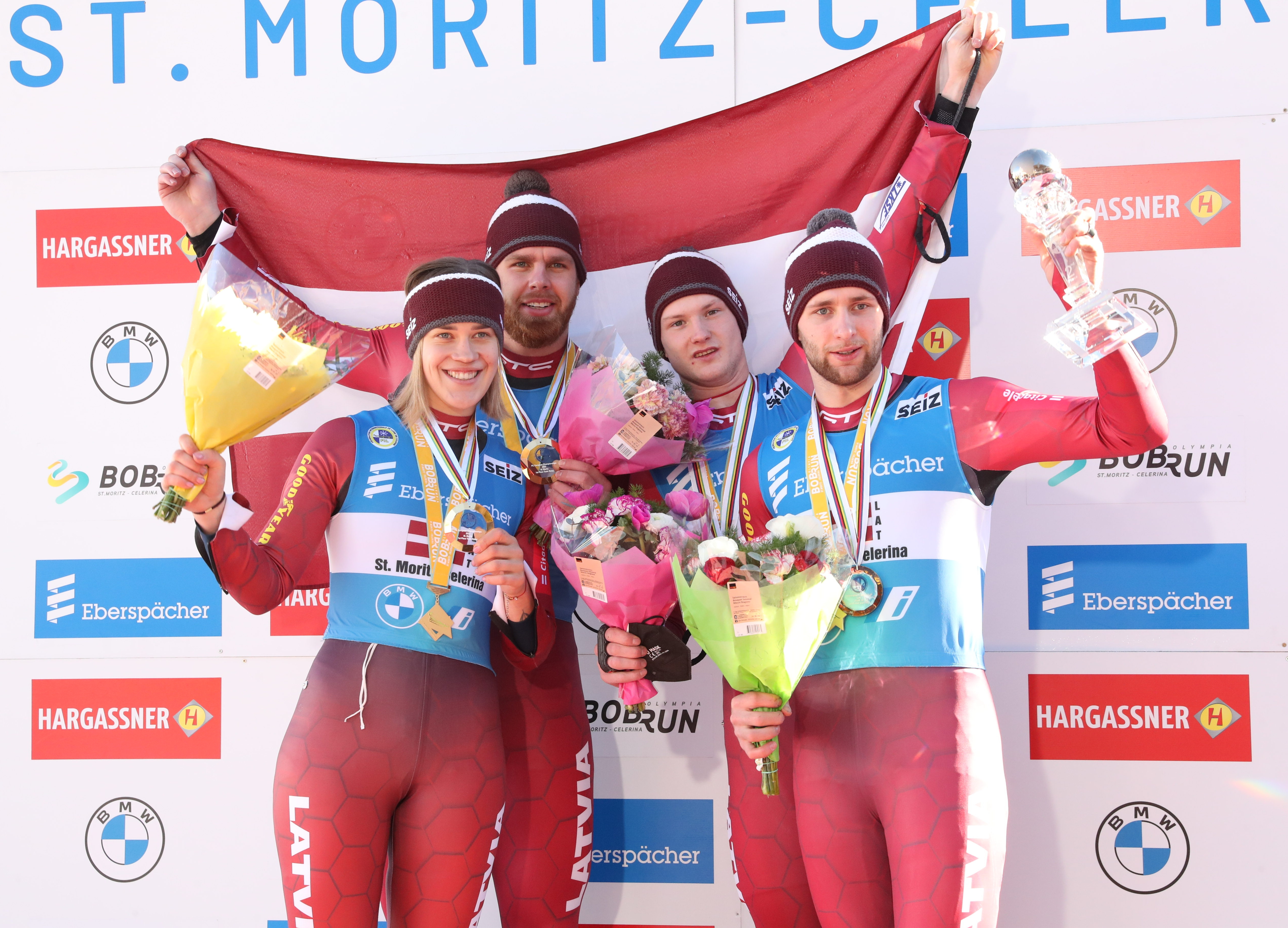
Europamästarna Lettland

| Placering | Idrottare                                                                         | Tid          |
| --------- | --------------------------------------------------------------------------------- | ------------ |
| 01        | LettlandElīna Ieva Vītola Kristers Aparjods Mārtiņš Bots / Roberts Plūme          | 2.13,143 min |
| 02        | TysklandAnna Berreiter Max Langenhan Tobias Wendl / Tobias Arlt                   | 1:+0,367 s   |
| 03        | ItalienSandra Robatscher Dominik Fischnaller Emanuel Rieder / Simon Kainzwaldner  | 1:+0,774 s   |
| 04        | UkrainaOlena Stetskiv Andrij Mandzij Ihor Hoi / Rostyslav Levkovych               | 1:+1,754 s   |
| 05        | SlovakienKatarina Šimoňáková Jozef Ninis Tomáš Vaverčák / Matej Zmij              | 1:+1,788 s   |
| DNF       | ÖsterrikeMadeleine Egle Nico Gleirscher Juri Gatt / Riccardo Schöpf               |              |
| DSQ       | PolenKlaudia Domaradzka Mateusz Sochowicz Wojciech Chmielewski / Jakub Kowalewski |              |

## Medaljtabell
U23-medaljer räknas inte med i den allmänna medaljtabellen.
| Nr                  | Nation              | Guld | Silver | Brons | Totalt |
| ------------------- | ------------------- | ---- | ------ | ----- | ------ |
| 1                   | Tyskland            | 3    | 3      | 1     | 7      |
| 2                   | Lettland            | 1    | 2      | 3     | 6      |
| 3                   | Italien             | 1    | 0      | 1     | 2      |
| Totalt (3 nationer) | Totalt (3 nationer) | 5    | 5      | 5     | 15     |

Medaljtabell U23
| Nr                  | Nation              | Guld | Silver | Brons | Totalt |
| ------------------- | ------------------- | ---- | ------ | ----- | ------ |
| 1                   | Lettland            | 4    | 0      | 1     | 5      |
| 2                   | Tyskland            | 0    | 3      | 1     | 4      |
| 3                   | Österrike           | 0    | 1      | 1     | 2      |
| Totalt (3 nationer) | Totalt (3 nationer) | 4    | 4      | 3     | 11     |